# Momento (unità di misura)

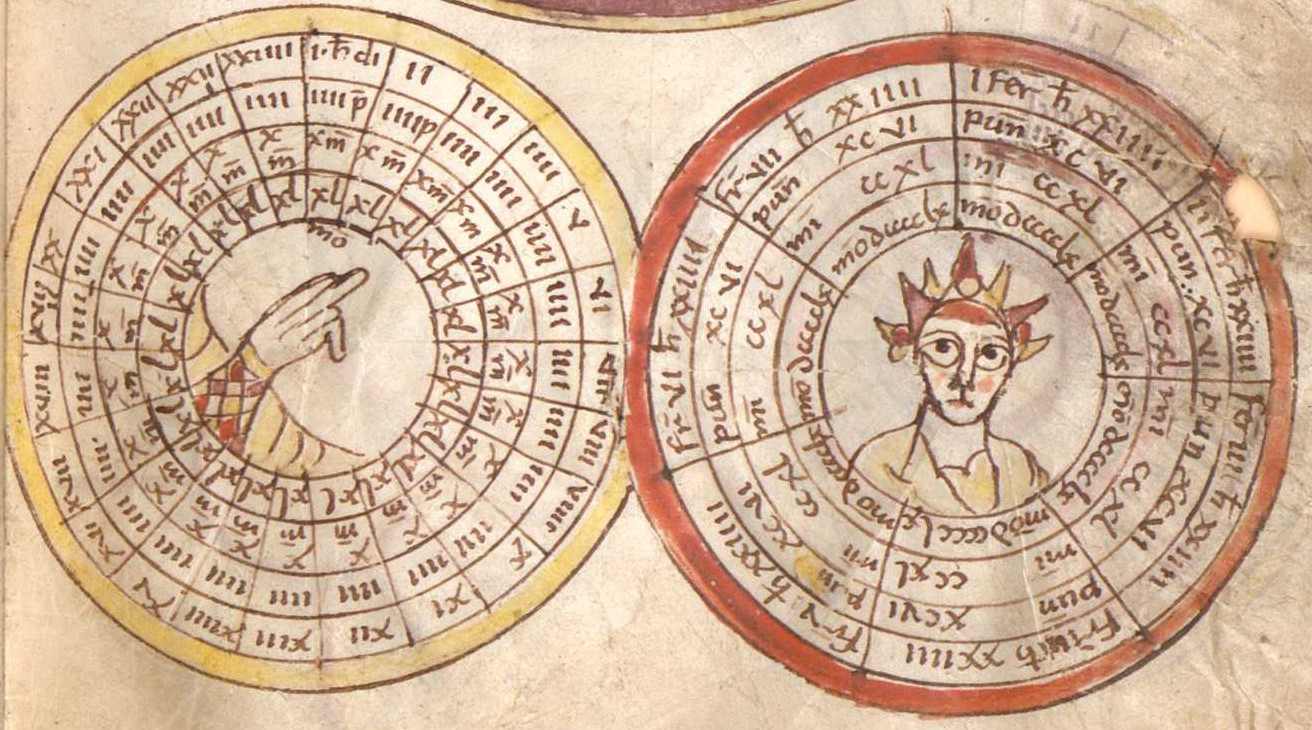
Due diagrammi circolari recanti la divisione del giorno e della settimana, dal codice carolingio ms. (Clm 14456 fol. 71r) dell'abbazia di Sant'Emmerano. Il giorno è diviso in 24 ore e ogni ora è divisa in 4 puncta, 10 minuta o 40 momenta. Allo stesso modo, la settimana è divisa in sette giorni e ogni giorno è diviso in 96 puncta, 240 minuta o 960 momenta.

Il momento (in latino: momentum) è un'unità di misura del tempo utilizzata nel Medioevo e corrispondente a un quarantesimo di un'ora solare, a sua volta equivalente a un dodicesimo del dì, ossia dell'intervallo di tempo compreso tra l'alba e il tramonto. Dato che la lunghezza dell'ora solare dipendeva dalla durata del dì, la quale variava con le stagioni, non può esserci un rapporto fisso tra un momento e i moderni secondi ma, in media, un momento corrispondeva a 90 secondi. Al tempo, un giorno era diviso in 24 ore che potevano avere lunghezza uguale o diversa, nel primo caso il giorno poteva essere chiamato "naturale" o "equinoziale" mentre nel secondo caso era chiamato "artificiale". L'ora era poi divisa in quattro puncta (equivalenti quindi a un quarto d'ora), dieci minuta o 40 momenta.
Il momento, misurato grazie allo spostamento dell'ombra su una meridiana, fu utilizzato dai computisti medievali, dediti soprattutto al calcolo della Pasqua, prima dell'introduzione degli orologi meccanici e del sistema sessagesimale alla fine del XIII secolo. Tuttavia, si ritiene che anche al tempo il momento non fosse utilizzato nella vita di tutti i giorni, poiché, nell'alto medioevo, il passaggio del tempo per il comune cittadino era scandito dalle ore canoniche e quindi dal susseguirsi degli ordini di preghiera nel corso della giornata.
Il primo riferimento al "momento" si ha negli scritti dell'VIII secolo di Beda il Venerabile, il quale, nel suo De temporum ratione, descrive il sistema 1 ora = 4 punti = 5 punti lunari = 10 minuti = 15 parti = 40 momenti. Cinque secoli dopo, Beda sarà preso come riferimento sia da Bartolomeo Anglico, nella sua opera Liber de proprietatibus rerum, che da Ruggero Bacone, il quale, in un suo scritto, oltre ad introdurre gli ostenta, i precursori degli odierni minuti, divide ogni momento in 12 once e in 47 atomi, sebbene nessuna di tali divisioni potesse essere osservata con gli strumenti utilizzabili al tempo.